# بيرسي كولمان
بيرسي كولمان (بالإنجليزية: Percy Coleman)‏ هو نقابي وسياسي أسترالي، ولد في 23 أكتوبر 1892 في أستراليا، وتوفي في 25 مايو 1934 في أستراليا. حزبياً، نشط في حزب العمال الأسترالي. وقد انتخب عضو مجلس النواب الأسترالي عن دائرة Division of Reid ‏ (16 ديسمبر 1922 – 19 ديسمبر 1931).